# TOEIC
TOEIC (wymowa /toik/; ang. Test of English for International Communication) – certyfikaty znajomości języka angielskiego w środowisku pracy wydawane przez Educational Testing Service (ETS).
Żeby przystąpić do tego egzaminu, nie trzeba określać poziomu; sprawdza się umiejętność posługiwania się językiem angielskim od A1 do C1, według skali Rady Europy.
Rodzina Certyfikatów TOEIC obejmuje:
- TOEIC Listening and Reading – określa poziom zaawansowania w słuchaniu i czytaniu, od poziomu początkującego (A1 według poziomów Rady Europy) do zaawansowanego (C1 według poziomów Rady Europy). Jest to papierowy test wielokrotnego wyboru. Egzamin obejmuje słownictwo międzynarodowego środowiska pracy.
- TOEIC Speaking and Writing – określa poziom zaawansowania w mówieniu i pisaniu, od poziomu początkującego (A1 według poziomów Rady Europy) do zaawansowanego (C1 według poziomów Rady Europy). Jest to test komputerowy. Egzamin obejmuje słownictwo międzynarodowego środowiska pracy.
- TOEIC Bridge – określa poziom zaawansowania w słuchaniu i czytaniu, od poziomu początkującego (A1 według poziomów Rady Europy) do średnio-zaawansowanego (B1 według poziomów Rady Europy).  Jest to papierowy test wielokrotnego wyboru. Egzamin obejmuje słownictwo ogólne.